# 이퀘스트 교육 그룹
이퀘스트(EQuest) 교육 그룹은 보통교육 (K12);  대학, 칼리지, 실업 학교; 영어교육; 교육기술 등을 4개의 주요 운영 영역에서 16 멤버 단체를 포함한 베트남에 사립 교육 기관이다.. 더불어, 이퀘스트는 유아 교육부터 초등, 중학, 고등… 칼리지, 대학 및 국제유학 연결까지 양성하는 멤버 학교도 있다. 2020년 7월까지 이퀘스트 그룹은 시스템 내에 하노이, Hue와 호치민에서 35개 교육원; 215개의 코스;  2.500명 이상의 교직원과 직원; 학생, 대학생 80.000명을 포함하다.

## 연혁
이퀘스트의 전신은 하노이에서 2003년에 설립한 이퀘스트 아카데미가 그리고 그다음에 미국 교육원 (Institution of American Education - IAE)이다. 초반에 미국에서 박사, 석사를 양성 프로그램을 진학하는 베트남인 지식인들이 한곳에 모았고 베트남 유학생이 미국으로 유학 지원을 당초의 목표로 한 조직을 창립하다고 아이디어를 제출한다. 그래서 이퀘스트 아카데미가 설립되었고 학원이 미국 유학 갈 수 있도록 TOEFL, IELTS... 등 국제 영어 증서에 따라 영어를 단련; SAT, 사회성을 단련; 유학 서류 준비, 학교 및 장학금을 구하기… 등을 포함한 미국 유학 서비스 패키지를 제공한다. 이상은  이퀘스트가 성립했을 때부터 오랜 시간 동안 기본 서비스다.
2007년까지 이퀘스트 아카데미는 호치민에 첫 지점을 오픈하였고 남부 지역으로 중점 활동을  점점 움직인다.
그전에, 1999년 4월부터, 베트남과 미국 일부 교육 투자자들은 호치민 시에 미국 교육원을 성립했다. 이 조직은 한 기간 발전해서 비엣-미 칼리지, BTC 등을 소속 교육 단체를 운영한다.
그 후에 이퀘스트 그룹과 관계사의 주주는 호치민 시에 활동을 강화하다가 2013년 3/4분기에 IAE
내에 해외 투자 펀드의 주식을 인수 진행한다.. 더 젊은 조직이 전에 미리 성립했던 베테랑 조직과 인수•합병하고 사립 교육 그룹을 창립했다는 건 역시 M&A 역전 상거래다.
2013년 인수•합병 상무 그 뒤에,  이 그룹의 소속 단체들은 재조직하여 IAE 법인으로 활동한다. 2016년까지 싱가포르에 본부를 설치하는 큰 규모 투자 펀드 중에 TAEL 펀드는 IAE 활동을 확대하고 더욱 완성한 교육 생태계 형성하기 위하여 IAE에 투자하기로 한다.
그다음에 IAE는 더욱 큰 규모의 IAE를 형성하기 위해 일련 인수•합병 활동을 수행하고  그 중에 VATC 영어 시스템마저 인수•합병한다.. 이 전신 기관으로부터 몇 년 뒤에 더욱 다양한 교육 그룹을 형성할 수 있도록  IAE는 계속해서 다른 회사, 학원과 협력, 투자 및 인수•합병 활동한다.
2019년까지 IAE의 교육 생태계는 유아교육부터 초등, 중학, 고등… 중급학교, 칼리지, 대학교, Broward College 베트남을 통해 국제로 연결 및 유학 서비스까지로 상당히 완성된다. 이 생태계는 기본 활동의 4개 섹터를 집중한다. 2019년 11월에 IAE는 이퀘스트 교육 그룹 (EQuest Group)이라는 이름으로 바꾸기로 한다. 이 기간에 그룹의 목표는 더욱 풍부하고 그중에 미국의 Common Core와 같은 국제 수준을 달성한 고퀄리티 베트남 교육 프로그램을 합리적인 요금으로 베트남 학생들에게 제공한다. 동시에 국내 학교들에서 디지털 강의와 혼합 학습 방법 시스템을 통해 교육에 수치화 협작  및 기술을 적용하기 확대한다.

### 이퀘스트의 주의할 만한 마일스톤
이퀘스트의 기록한 역사 마일스톤은 이다음과 같은 베트남에서 교육그룹을 형성과정을 보여준다.
- 1999년 4월,  미국 교육 학원 (IAE)이 이퀘스트 그룹의 전신으로 성립됐다. 당시 사립 교육은 아직 관심을 받지 못한 영역이다. 이른 움직임은 유리한 시작이다.
- 2000년: Broward 베트남 대학교는 IAE의 소속 멤버로 베트남에서 유일한 분교를 성립한다. Broward 베트남은 그때부터 현재까지 (2020) 베트남에서 이 대학교의 유일한 분교다.
- VATC 비엣-미 영어 학원: 1999년부터 멤버로 원래 그 시점에 투자를 유치 못한 주요 코스인 영어 및 국제 영어 증서에 의해 능력 평가시험 단련한다.
- 2007: 비엣-미 칼리지: IAE 소속 멤버이자 첫 사립 전문 대학 중에 한 칼리지다. 그때부터 현재까지 이 학교는 끊임없이 대학생에게 절실한 신학문을 오픈하였고 노동 시장의 요구에 따라 프로그램을 혁신한다.
- 2007: 양성 부서를 전신으로 iTD 국제 재능 학원이 설립됐다. iTD은 형성하고 있는 교육 생태계를 풍부하게 만들 목표로 개발한다.
- 2009: IvyPrep Education은 당초에 영어를 단련 및 미국 유학 준비 센터다. 이 단체는 이퀘스트 교육 그룹의 두 번째 전신이다.
- 2012: iSMART Education이 성립됐다. 그때는 교육기술에 대해 (edtech) 아직 뚜렷한 정의가 없다는 시기다.
- 2015: English Champion 대회는 EQuest Education이 성립하고 개최한다. 이 대회는 IAE, EQuest의 센터에서 영어를 수학하는 학생, 대학생뿐만 아니라 전국의 학생, 대학생의 놀이터다.
- 2016: Equest의 발전을 인정한 뒤에 TAEL 펀드는 IAE에 투자하고 나서 Equest의 한층 발전을 지원한다. 이 투자는 어느 정도 베트남의 교육 영역에 국제 투자 펀드의 주목을 유치한다.
- 2017: Sai Gon 백과 중급은 IAE 소속 멤버가 됐다. 그 후에 자원을 추가하고 호치민 시에 학생의 니즈를 부응하기 위하여 신지점을 추가 오픈하였다.
- 2018: Victory 실험 교육 시스템은 IAE 소속 멤버가 됐다. 이 이벤트로 인해 기관은 학생들에게 교육의 질을 높이며 더욱 실제 가치를 제공하는 목표로 차별화하고 실험 교육을 적용할 수 있도록 전환 과정을 시도한다.
- 2018: Alpha 교육 시스템은 IAE 소속 멤버가 됐다[4]. Alpha School은 지도자로서 학생의 성격과 자질을 교육 강조하고 동시에 외과 활동도 강화한다.
- 2018: Phu Xuan 대학교은 IAE 소속 멤버가 됐다. 그 후에 이 대학교는 기존 학문을 거의 폐기하며 시장의 요구와 적합한 신학문을 구축하고 교육과정에 신선 교육기술을 적용한다.
- 2018: Newton 교육 시스템은 IAE 소속 멤버가 됐다[5].
- 2019: DreamLab은 IAE 소속 멤버가 됐다. Equest의 강의의 획일적 질을 보증하고 강의의 비용을 인하하기 위하여 교육 디지털 콘텐츠에 전문 책임지는 기관이다. 강의를 수치화하는 것은 학생들에게 더 좋은 표준과 저렴한 비용으로 공부하는 데에 도움이 된다.
- 그룹은 더욱 뚜렷한 신전략에 따라 4 섹터로 재조직하며 EQuest Education Group이라는 이름으로 바꾸고 EQuest 교육 그룹을 형성한다[6].
- 2019: 789.vn 기술 플랫폼은 EQuest 그룹의 최신 소속 멤버가 합류한다.[7].

## 주요 상품 - 서비스
EQuest Group은 주요 교육 상품 – 서비스가 4라인을 포함한 활동 섹터 4개가 분리한다.
- ‘각급 보통 학교 섹터’: Victory 실험 학교, Newton 중등학교, Alpha 학교, Dong Do 고등학교(호치민 시)를 포함한다.
- ‘대학교 – 칼리지 섹터’: Sai Gon 백과 직업 중학교 (SPC), 비엣-미 칼리지, Phu Xuan 칼리지, Broward College Vietnam을 포함한다.
- ‘교육 기술 섹터’: iSmart를 중심으로 하고 소속 단체는 Dreamlab, 789.vn, EcoStudy…을 포함한다.
- 영어 및 유학 준비 섹터 (ESL)’: IvyPrep, VATC 영어 학원, English Champion… 등을 포함한다. IELTS, TOEFL, TOIEC... 과 같은 국제 증서에 따라 영어 수업을 주요 활동 및 기타 활동을 수행한다. 2016년 EQuest 소속2개 영어 학원은 베트남에 “유대인의 디지털 기술에 의해 영어를 수업 방법 단독”전개한다[8]. English Champion은 매년 전국 학생들에게 비영리 활동을 개최하며 약 30,000학생을 유치한다[9].

매년 이 ESL 섹터는 초중 학생들을 위한 영어 대회를 개최뿐만 아니라 전국 규모로 English Champion 대회도 진행한다.

## 교육 인사 정책
2020년까지 EQuest Group은 2,500명 이상의 직원, 교직원을 모집한다. Equest는 박사, 석사 대열과 유학, 수업, 관리 경험이 있는 직원, 기타 영역의 인력도 모았다.

## 멤버 단체

### VATC 비엣-미 영어 학원
가장 오래된 영어 시스템 중에 한 대표로 학생이 VATC 영어 학원을 선택하는 이유는 코어 가치, 효과적인 공부 방법, 적당한 수업료기 때문이다. 현재 VATC는 Can Tho, Đong Thap, Hau Giang에 지점들을 개원하였고 베트남에 각 지방에서 파트너를 구하기를 통해 연속적 발전한다.

### 비엣-미 칼리지
비엣-미 칼리지는 건강 관리, 경제 – 서비스, 외국어, 설계, 정보기술 등을 사회 요구에 따라 활용도 높은 과목을 양성하기 집중한다. 이 조직은 2년 4월 기간 동안 학점 시스템에 따라 양성한다.

### iTD 국제 재능 학원
iTD는 영국 Cambridge 대학의 멤버인  Cambridge Assessment English (CAE)의 테스트 센터 연결망을 속한 멤버다. iTD는 Cambridge English Qualifications, Cambridge Teaching Qualifications, Linguaskill 등을 베트남에서 Cambridge 영어 증서 시험을 개최한다.
iTD는 베트남에 검정된 Tesol 증서 양성과 발급 가능한 희귀한 단체다. 그 증서는 베트남에서만 발효뿐만 아니라 증서 보유자가 직장 다니는 다른 국가에서도 발효한다.

### IvyPrep Education
IvyPrep Education은 영어 수업, 장학금 유학 및 미국 K12 보통 프로그램에 대한 온라인 강의를 제공 영역에 활동한다.

### iSMART Education
iSMART Education은 60,000학생들 대상의 참가로 전국 165학교에 적용하는 스마트 교실 모형으로 수학 및 과학을 통해 영어를 수업 프로그램을 제공한 교육 기술 단체다.

### Sai Gon 백과 직업 중급
Sai Gon 백과 직업 중급은 다양한 학문을 양성하고 그중에 건강 관리, 의료 전문에 인력을 양성하기 집중한다.

### Victory 실험 교육 시스템
Victory 실험 교육 시스템은 유아, 초등, 중학교를 3학급을 포함하다. 이는 실험 교육 방법, 이중언어 수업 프로그램과 미국 초등/중학교 프로그램과 연결하는 최초의 실험 학교다.

### Alpha 교육 시스템
Alpha 교육 시스템은 초중고 3학급 포함한다. Alpha 학교의 모형은 품격 교육; 기능 및 지식을 향상; 좋은 시민이자 실력자의 8가지의 출력 지표를 통해 학생들에게 전문적인 발전을 겨냥한다.
Alpha 학교는 학생들에게 지도자로서 성격과 능력을 훈련 활동 및 문화 활동을 개최한다

### Phu Xuan 전문 대학교
Phu Xuan 대학교는 Hue 도시에 최초의 유일한 사립대학교이자 학생들에게 작업 가능 개발 목표로 “Learning Office”와  “Learning Project”에 따라 수업 모형을 적용하는 첫 대학교다.

### Broward Viet Nam 대학교
베트남의 (Broward College)는 미국에 최고의 공동 학교 Top 03 - Broward 대학의 정식 국제 10개 센터 중에  한 지점이다. 학생들은 2+2 프로그램 (베트남 2학년 + 미국 2학년)을 또한 4학년 동안 베트남에 완전히 학습 선택 가능하다.

### Newton Grammar 스쿨 교육 시스템
Newton Grammar 스쿨 교육 시스템은 초등부터 고등까지 3급학의 학교 시스템이다. Newton Grammar 스쿨의 학생은 국내 및 국제 대회에서 성적을 달성하는 학습 전통을 항상 유지한다.

### DreamLab
```
DreamLab는 수업, 공부, 교육 관리에 하이 테크를 적용 분야에 활동하는 기술 회사다. 일부 대표적인 상품은 EcoStudy, iDIGI, TADA, Thilado,…등을 포함한다.
```

### 789.vn
789.vn은 강사가 온라인 시험 문제를 작성하는 플랫폼을 제공하여 이 시험을 기존 중이로 만들기보다 디지털 플랫폼을 통해 개최하고 관리한다.

### Dong Do 고등학교
2019년부터 멤버인 Dong Do 사립 고등학교는 Binh Thanh군에 위치하여 residential 및 semi-residential 모형에 따라 활동한다.

### 영어 챔피언 대회
EQuest Education이 창립하여 주관하고 iSMART Education이 전문 후원으로 영어 챔피언 대회는 매년 참가하는 수험생이 30,000명 규모로 베트남에 최고의 학술 영어 대회다.

### Ivy Global 스쿨
Ivy Global 스쿨은 Florida 주 (미국)에 본부를 시설하여 현재 Mizzou Academy, Edmentum... 등을 최고의 교육 단체들의 파트너다. 주요 상품은 전 세계나 베트남 학생들에게 한 달의 24불의 수업료로 Common Core 수준에 따라 미국 보통 프로그램이다.

## 같이 보기
- 사교육
- 영어 교육
- 영어시험